# Войнаковский, Рышард
Рышард Войнаковский (пол. Ryszard Wojnakowski; род. 4 февраля 1956, Краков) — польский переводчик.
Окончил отделение германистики, работал в издательстве, с 1993 г. занимается исключительно литературным трудом. Дебютировал в 1986 г. переводом повести Клауса Манна «Чревовещатель». Перевёл с немецкого языка на польский романы Эриха Марии Ремарка «Небо не знает фаворитов» («Жизнь взаймы»), «Враг», «Искра жизни», «Ночь в Лиссабоне», «Тени в раю», Генриха Бёлля «Групповой портрет с дамой» и «Женщины у берега Рейна», Клауса Манна «Бегство на север», Стефана Гейма «Агасфер», детские книги Михаэля Энде, сборники стихов Фридерики Майрёккер, Ильзе Айхингер, Лизы Майер, книги Гершома Шолема «Каббала и её символика», Мартина Бубера «Моисей» и многие другие. В 1996 г. получил премию Польского союза переводчиков за работу над «Мюнхгаузеном» Карла Иммермана.